# 安娜·弗拉纳根
安娜·弗拉纳根（英語：Anna Flanagan，1992年1月8日—），澳大利亚女子曲棍球运动员。她曾代表澳大利亚参加2010年和2014年英联邦运动会曲棍球比赛，获得二枚金牌。她也曾参加2012年夏季奥林匹克运动会。